# Chenowethita
La chenowethita és un mineral de la classe dels sulfats. Rep el nom del geòleg nord-americà William L. Chenoweth (1928–2018), qui va dedicar tota la seva carrera a estudiar els jaciments d'urani de l'oest dels Estats Units d'Amèrica.

## Característiques
La chenowethita és un sulfat de fórmula química Mg(H₂O)₆[(UO₂)₂(SO₄)₂(OH)₂]·5H₂O. Va ser aprovada com a espècie vàlida per l'Associació Mineralògica Internacional l'any 2022, sent publicada el mateix any. Cristal·litza en el sistema ortoròmbic. La seva duresa a l'escala de Mohs és 2. Es troba estructuralment relacionada amb la deliensita.
Les mostres que van servir per a determinar l'espècie, el que es coneix com a material tipus, es troben conservades a les col·leccions mineralògiques del Museu d'Història Natural del Comtat de Los Angeles, a Los Angeles (Califòrnia) amb els números de catàleg: 76259, 76260, 76261 i 76262.

## Formació i jaciments
Va ser descrita a partir de dues mines que es troben al districte miner de Red Canyon, al comtat de San Juan (Utah, Estats Units): les mines Blue Lizard i Green Lizard. També ha estat descrita a la propera mina Markey, situada a la mateixa localitat.